# La Bagatela (Colombia)
La Bagatela fue un periódico fundado por el prócer colombiano Antonio Nariño el 14 de julio de 1811. De carácter político y al tiempo satírico, se apoyaba en la defensa del centralismo frente a las aspiraciones federalistas de Jorge Tadeo Lozano y al tiempo advertía las consecuencias de la falta de unión de los patriotas en una eventual reconquista española de la Nueva Granada. Filosóficamente posee contenidos literarios a través de las secciones Cartas del Filósofo Sensible a una Dama, su amiga y Contestación de la Dama al Filósofo. Su último número se publicó el 12 de abril de 1812.
El político Estanislao Vergara redactó el periódico La Bagatela durante un año entre 1852 y 1853 en recuerdo de Nariño, semanario de ciencias con enfoque histórico que se publicó durante un año con 39 números disponibles, donde se enseñaron biografías cortas de próceres colombianos vistos por distintos autores, bocetos, poesías y demás.
Después de la época de independencia colombiana, los ejemplares que se imprimieron fueron conservados completos por tres personas:  Vicente Nariño (descendiente del prócer y obsequiado a Jorge Nariño Rivas y luego al general Bernardo Caicedo), el historiador José María Vergara y Vergara y el general Joaquín Acosta. En 1965, por decreto del Concejo de Bogotá autorizó una reimpresión facsímil (bajo la dirección de Guillermo Hernández de Alba) en conmemoración del segundo centenario del natalicio de Antonio Nariño.
El lema del periódico fue Pluribus Unium.
Actualmente varias publicaciones llevan su nombre, la Universidad de América, Instituto de los Derechos del Hombre y del Ciudadano tiene una publicación llamada «La Bagatela. Revista de Derechos Humanos» En 2016 tenía publicadas 9 ediciones. 
El Partido del Trabajo de Colombia ha retomado el nombre de «La Bagatela» para denominar su principal medio informativo, del cual circulan unos 5000 ejemplares con un periodo irregular que oscila entre tres y seis meses entre ediciones impresas. Hacia octubre del año 2010 se contaban 38 ediciones impresas. No obstante, mantiene su funcionamiento continuo en su página web y ediciones virtuales cada mes hasta la actualidad.
La revista digital «La nueva Bagatela», es un laboratorio de crítica cultural en Colombia que comparte contenidos de arte y cultura desde 2011.

## Contenido
- Nº 1: (14 de julio de 1811) Filósofa a la antigua (I).
- Nº 2: (21 de julio de 1811) Imprimicion (sobre la libertad de), El Gobierno de Estados Unidos, Contestación de la dama al Filósofo Sensible (I).
- Nº 3: (28 de julio de 1811) Los gringos (II), Dictamen sobre el gobierno que conviene al Reino de la Nueva Granada, SUPLEMENTO: El Filósofo Sensible a una Dama, su Amiga (II).
- Nº 4: (4 de agosto de 1811) Los dioses (II), El Filósofo Sensible a una Dama, su Amiga (III), Erratas, SUPLEMENTO: Carta a un Amigo, Nota de Suscripción.
- Nº 5: (11 de agosto de 1811) Dictamen sobre el gobierno que conviene al Reino de la Nueva Granada (III), SUPLEMENTO: Fraternal Advertencia (Primera Amonestación).
- Nº 6: (18 de agosto de 1811) Pio VII, Decreto imperial del 23 de enero de 1811, Carta de la Dama al Filósofo Sensible, Otra Fraternal Advertencia al Público, Noticia Patriótica.
- Nº 7: (25 de agosto de 1811) Continuación del Dictamen sobre el Gobierno de Nueva Granada, Carta de un Amigo al Autor de la Bagatela, SUPLEMENTO: Caracas.